# 3480 Abante
3480 Abante este un asteroid din centura principală, descoperit pe 1 aprilie 1981 de Edward Bowell.